# Tajuria theodosius
Tajuria theodosius är en fjärilsart som beskrevs av Hans Fruhstorfer 1912. Tajuria theodosius ingår i släktet Tajuria och familjen juvelvingar. Inga underarter finns listade i Catalogue of Life.